# Blažo Igumanović
Blažo Igumanović (ur. 19 stycznia 1986 w Titogradzie) – czarnogórski piłkarz występujący na pozycji pomocnika w czarnogórskim klubie FK Lovćen. JEst dwukrotnym reprezentantem Czarnogóry. Wychowanek Mladost Podgorica, w swojej karierze grał także w takich zespołach jak Zeta Golubovci, Rudar Pljevlja, FK Astana, Rudar Pljevlja oraz Sutjeska Nikšić, Zawisza Bydgoszcz, PFK Montana i FK Budućnost Podgorica.

## Sukcesy

### Zeta Golubovci
- Mistrzostwo Czarnogóry: 2006/07

### Rudar Pljevlja
- Mistrzostwo Czarnogóry: 2009/10
- Puchar Czarnogóry: 2009/10, 2010/11